# Царегородцев Андрій Іванович
Андрій Іванович Царегородцев (рос. Андрей Иванович Царегородцев; 5 грудня 1980, м. Москва, СРСР) — російський хокеїст, правий нападник.
Вихованець хокейної школи ЦСКА (Москва). Виступав за ЦСКА (Москва), «Кристал» (Саратов), ТХК (Твер), «Керамін» (Мінськ), «Хімік» (Воскресенськ), ХК «Дмитров», ХК «Могильов», «Динамо» (Харків).

## Досягнення
- Володар Кубка Білорусі (2008).